# Білоконь Інна Вікторівна
Інна Вікторівна Білоконь (10 жовтня 1974, Полтава) — українська акторка. Відома виконанням ролі Інни Адольфівни, «мами Вєрки Сердючки». Була акторкою естрадного театру мініатюр «Компот». Нині — акторка театру Андрія Данилка.

## Фільмографія
- 2002 — «Попелюшка» — Дафна, молодша дочка мачухи
- 2003 — «Снігова королева» — одна з північних дівок
- 2004 — «Сорочинський ярмарок» — кума Цибулиха
- 2006 — «Пригоди Вєрки Сердючки» — Інна Адольфівна, мама
- 2007 — «Дуже новорічне кіно, або Ніч у музеї»

## Atlas weekend
2021 році на фестивалі Атлас Вікенд перемагає дует Рідній.